# Королевство Саксония
Короле́вство Саксо́ния (нем. Königreich Sachsen; на немецком языке читается: Кёниграйх За́ксен) — название Саксонии в 1806—1918 годах.
В 1806—1813 годах Саксония находилась в сфере влияния Наполеоновской Франции, а саксонский король де-юре считался сюзереном не только Саксонии, но и Великого Герцогства Варшавского. Согласно решениям Венского конгресса, состоявшегося после окончания Наполеоновских войн, Саксония лишилась примерно сорока процентов своей территории, кроме того, саксонский король отказался от своих номинальных прав на Герцогство Варшавское, большая часть которого отошла к России. В 1866—1871 годах королевство было частью Северогерманского союза, в котором решающую роль играла Пруссия. В 1871—1918 года являлось частью Германской империи, в рамках которой сохраняло определённую автономию и собственную конституционную монархию.
Столицей королевства был город Дрезден, к крупнейшим городам относился Лейпциг. Несмотря на то, что весь первый период существования королевства Саксония часто неудачно выбирала себе союзников (саксонцы сражались на стороне Наполеона в 1812 году в России и на стороне Австрии во время Австро-прусской войны), Саксония оставалась развитым для своего времени государством с процветающей экономикой.

## История
До 1806 года Саксония была частью Священной Римской империи, а правители страны имели титул курфюрста. Когда Священная Римская империя была распущена после поражения императора Франца II в сражении с Наполеоном при Аустерлице, курфюршество при поддержке Франции стало независимым королевством, а саксонский курфюрст Фридрих Август III стал именоваться — король Саксонии Фридрих Август I.
После поражения прусско-саксонских войск в битве под Йеной Саксония вошла в Рейнский союз, частью которого была до поражения Наполеона в Битве народов под Лейпцигом в 1813 году. Саксонские войска участвовали во вторжении Наполеона в Россию в 1812 году, после поражения Наполеона в России саксонский король колебался с выбором дальнейшего направления политики. В марте 1813 года он покинул столицу, отправившись сперва в пограничный Плауэн, затем в Регенсбург и наконец в Прагу, вступив в переговоры с Австрией о пути выхода из войны. При этом он отказался дать Наполеону требуемые ему два саксонских кирасирских полка и не пустил французов в крепость Торгау. При этом российские войска в апреле 1813 года вступили в Саксонию без боя и заняли ряд городов, в том числе столицу — Дрезден. Саксонский король оставался в Австрийской империи до тех пор, пока Наполеон после сражения при Лютцене не заставил его вернуться, угрожая, что в противном случае будет обращаться с Саксонией как с завоёванной страной. В сражении при Лейпциге, в котором Саксония — одно из германских государств — участвовала на стороне французов, часть саксонских войск перешла на сторону союзников. Фридрих-Август после поражения французских войск и их отступления за реку Белый Эльстер остался в городе и сдался союзникам. Страна была оккупирована российскими войсками. Русский генерал князь Н. Г. Репнин-Волконский был назначен её генерал-губернатором; через год его место занял прусский министр Эберхард фон дер Рекке. Заново организованная саксонская армия (28000 чел.) под начальством герцога Веймарского приняла участие в походе 1814 года во Францию; с Саксонии была взята контрибуция в 2 миллиона талеров.

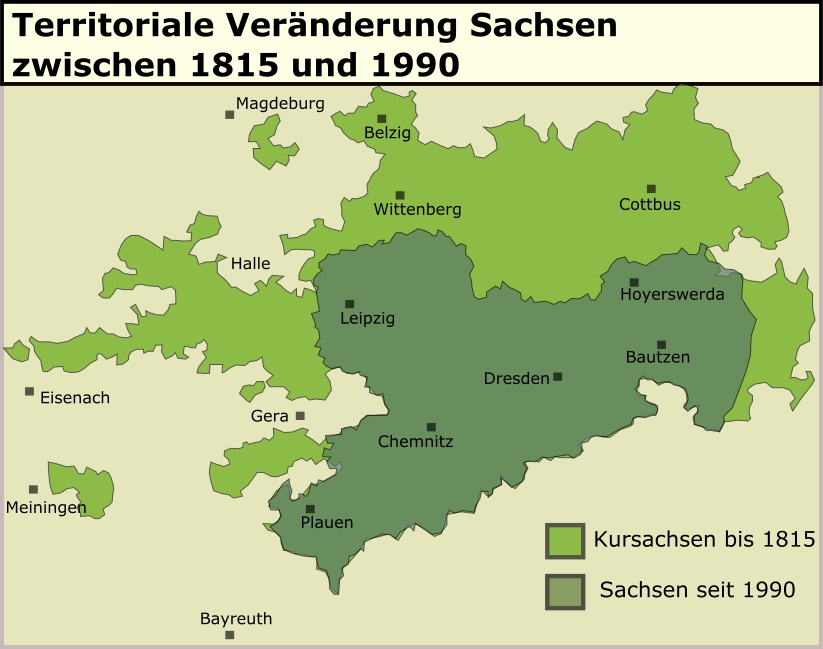
Территория Саксонского королевства в 1815 году.

На Венском конгрессе посланному Фридрихом-Августом Ватцдорфу удалось войти в сношения с Талейраном и склонить Людовика XVIII к участию в судьбе саксонского короля; Франция, не желавшая усиления Пруссии и охотнее видевшая Германию разделённой на небольшие государства, решительно воспротивилась присоединению Саксонии к Пруссии. В конце концов, конгресс высказался за раздел Саксонии. Саксония лишилась 40 % своей территории, включая Виттенберг — колыбель протестантской реформации. Кроме того, Фридрих-Август отказался от прав на Герцогство Варшавское. Королевство также становилось частью Германского союза под главенством Австрии, который сменил Священную Римскую империю.
Брат и наследник Фридриха-Августа, Антон (1827—1836), намеревался сначала продолжать политику своего предшественника. В 1830 году празднование трёхсотлетнего юбилея аугсбургского исповедания дало повод сперва к беспорядкам, потом к настоящим волнениям в Лейпциге, Дрездене и Хемнице; в Дрездене восставшие сожгли здание полиции. Испуганный король дал отставку Эйнзиделю, заменил его умеренным либералом Линденау, назначил соправителем своего племянника, принца Фридриха-Августа, и торжественно обещал конституцию. Проект последней был предложен на обсуждение созванных с этой целью земских чинов, которыми и принят после продолжительного обсуждения в 1831 году. Таким образом, саксонская конституция не имела характера конституции октроированной. Созданный ею ландтаг созывался не менее одного раза в 3 года и состоял из двух палат (верхняя палата — чрезвычайно сложного состава; некоторые члены заседали в ней по праву рождения, другие — по назначению короля, третьи — в силу привилегированного избрания; преимущественным влиянием на состав палаты пользовалась корона, нижняя палата — из 20 представителей рыцарства, 25 депутатов от городов, 5 представителей торгового сословия, 25 крестьянского); дано было обязательство не допускать основания в Саксонии новых монастырей и не дозволять пребывания иезуитов и других духовных орденов.
Во время событий 1849 года король Фридрих Август II отказался признать новую имперскую конституцию; революционная партия устроила в Дрездене восстание; король с семьёй укрылся в крепость Кенигштейн; войска, подкреплённые прусскими батальонами, заняли Дрезден после боя с повстанцами (9 мая); начались аресты, розыски, процессы; тысячи обвиняемых были осуждены, но Фридрих Август смертные приговоры отменил, а остальные наказания смягчил.
В Австро-прусской войне 1866 года Саксония активно участвовала на стороне Австрии. По итогам войны Саксонии, благодаря позиции Австрии, хоть и удалось сохранить фактическую независимость, однако она стала частью Северогерманского союза — прусского сателлита. После победы Пруссии в войне с Францией в 1871 году Саксония, как и другие члены союза, стала частью Германской империи во главе с Вильгельмом I. Король Иоганн хоть и сохранил некоторую самостоятельность (Саксония, в частности, могла вступать в дипломатические отношения с другими государствами), но считался подданным германского императора.
Государственное устройство Саксонии основывалось на конституции 1831 года. Во главе её стоял король, корона которого передавалась по Альбертинской линии древнего саксонского дома Веттин по праву первородства в мужском поколении с допущением, в крайнем случае, женщин и женских поколений. Совершеннолетним король признавался в 18 лет. Цивильный лист его равнялся 3142300 маркам; сверх того он получал 590000 марок дохода с уделов королевского дома. Королевский дом принадлежал к римско-католической церкви.
Король управлял страной через посредство шести министерских департаментов. Министр культов и по крайней мере ещё два министра должны были принадлежать к евангелической церкви. Министры были ответственны перед палатами ландтага, которые, по общему согласию, могли предать их верховному суду.
Законодательную власть король делил с ландтагом или сословным собранием (Ständeversammlung; в саксонской конституции употреблялось преимущественно это последнее наименование). Ландтаг состоял из двух палат. Состав верхней палаты был чрезвычайно сложен; некоторые члены заседали в ней по праву рождения, другие — по назначению короля, третьи — в силу привилегированного избрания; преимущественным влиянием на состав палаты пользовалась корона. Нижняя палата состояла из 82 депутатов, избираемых на 6-летний срок населением страны, с 1896 года, по прусской трёхклассной системе с тем отличием, что лица, вовсе не платящие налогов, в Саксонии были вовсе лишены избирательного права. Кроме того, в противоположность Пруссии выборы в Саксонии были закрытыми в обеих стадиях избирательного процесса.
Избранным могло быть только лицо, платящее не менее 30 марок поземельного или подоходного налога. Возрастной ценз для активного права голоса — 25 лет, пассивного — 30 лет. Право петиций принадлежало обеим палатам. Существовал один высший суд (Oberlandesgericht) в Дрездене; семь ландгерихтов.
На основании конвенции с Пруссией от 7 февраля 1867 года саксонские войска были преобразованы по прусскому образцу и составляли 12-й корпус германской имперской армии.
В 1895 году социал-демократы внесли в ландтаг требование всеобщего прямого избирательного права, но ландтаг подавляющим большинством голосов отверг это требование, а в 1896 году принял новый реакционный избирательный закон, введший в Саксонии трёхклассную избирательную систему, подобную прусской. С этого времени главным содержанием внутренней истории Саксонского королевства сделалась борьба за всеобщее избирательное право.
Кайзер Вильгельм II, внук Вильгельма I, в результате поражения Германии в Первой мировой войне и Ноябрьской революции был вынужден отречься от престола. 13 ноября 1918 года последний саксонский король Фридрих Август III под давлением революции также подписал отречение, после чего Саксония стала называться свободным государством и вошла в состав Веймарской республики.

## Список саксонских королей
- 1806—1827 — Фридрих Август I Справедливый (* 1750, † 1827)
- 1827—1836 — Антон I Добрый (* 1755, † 1836), брат Фридриха Августа I
- 1836—1854 — Фридрих Август II (* 1797, † 1854), племянник Антона
- 1854—1873 — Иоганн I (* 1801, † 1873), брат Фридриха Августа II
- 1873—1902 — Альберт I (* 1828, † 1902), сын Иоганна
- 1902—1904 — Георг I (* 1832, † 1904), брат Альберта I
- 1904—1918 — Фридрих Август III (* 1865, † 1932), сын Георга I